# Micragrotis exusta
Micragrotis exusta là một loài bướm đêm thuộc họ Noctuidae. Nó được tìm thấy ở châu Phi, bao gồm Nam Phi.